# Самбучи
Самбу̀чи (на италиански: Sambuci) е село и община в Централна Италия, провинция Рим, регион Лацио. Разположено е на 434 m надморска височина. Населението на общината е 966 души (към 2010 г.).